# Braquage de la Brink's de 1981
Le braquage d'un fourgon de la Brink's du 20 octobre 1981 à Nyack (comté de Rockland), à 40 km de New York, fut revendiqué par la RATF (Revolutionary Armed Task Force), décrite comme une alliance de la Black Liberation Army et de « militants blancs anti-impérialistes ». Un agent de sécurité et deux policiers furent assassinés lors du braquage. La Joint Terrorism Task Force (en) (JTTF), tout juste créée en tant que coordination entre la Division du contre-terrorisme du FBI (en) et le New York City Police Department, mena dans les semaines et mois suivant de multiples rafles et perquisitions chez différents militants et groupes militants. De nombreuses personnes liées au braquage furent ainsi arrêtées et condamnées. Certaines d'entre elles sont encore en prison.

## Le braquage
Le braquage, qualifié d'« expropriation révolutionnaire », fut organisé par la Black Liberation Army afin de s'emparer de fonds pour ses activités révolutionnaires et pour le soutien aux mouvements sociaux, notamment du Black Power et anti-colonialistes. Selon The Nation, les fonds extorqués devaient servir en particulier à payer l'hypothèque de la clinique d'acupuncture de soins des toxicomanes de Mutulu Shakur, située à Harlem .
D'ex-membres du Weather Underground, un groupe radical blanc alors dissous, participèrent en tant que complices au braquage : Kathy Boudin (en) et David Gilbert (en), qui avaient créé le groupe dissident May 19th Communist Organization pour lutter aux côtés de la BLA.
Boudin et Gilbert, qui n'étaient pas sur les lieux du braquage ni ne détenaient d'armes, étaient au volant d'un van dans lequel les braqueurs devaient s'enfuir, et qui avait été loué par Kathy Boudin . Ils furent arrêtés le jour même du braquage.
Le braquage s'était déroulé à Nyack, bourgade paisible de 6 500 habitants. À 15h45, plusieurs hommes braquèrent un fourgon de la Brink's livrant le centre commercial de Nanuet. Une fusillade éclata dans des circonstances controversées : selon Kuwasi Balagoon lors de son procès, la BLA n'avait prétendument ouvert le feu qu'après que l'agent de la Brink's, Peter Paige, se fut emparé de son arme, tandis selon la police, la BLA avait ouvert le feu sans raison , information reprise par Time Magazine . Paige fut tué tandis que son collègue, F.J. Trombino, fut blessé. Les braqueurs s'emparèrent de six sacs, contenant 1,6 million de dollars, et prirent la fuite.
Quelques kilomètres plus loin, ils changèrent de véhicule en montant dans un van de location conduit par David Gilbert . Une patrouille de police, composée d'un agent afro-américain et d'un agent blanc, intercepta cependant le véhicule : plusieurs hommes lourdement armés sortirent alors de l'arrière du van et ouvrirent le feu, tuant les agents de police Waverly Brown et Edward O'Grady qui, croyant s'être trompé de véhicule, avaient rangé leurs armes.
Les braqueurs prirent alors la fuite. Sam Brown, Judy Clark et David Gilbert tentèrent de s'échapper dans une Honda, qui s'écrasa dans un virage. Ils furent alors arrêtés . Kathy Boudin fut arrêtée alors qu'elle était en train de s'enfuir à pied . Ayant donné un faux nom, elle fut identifiée par ses empreintes digitales, lesquelles avaient été enregistrées par l'État après son arrestation pour sa participation aux Days of Rage (en), une émeute organisée en 1969 à Chicago par les Weathermen.
Gilbert et Brown furent tabassés de nombreuses heures au commissariat, la police refusant tout soin médical à Brown, l'unique Afro-américain des trois, pendant onze semaines .

## Rafles et arrestations
De nombreuses arrestations furent organisées par la police après le braquage. Trois jours plus tard, Sekou Odinga (alias de Samuel Smith), ex-membre des Panther 21 (groupe de prisonniers des Black Panthers qui avaient été exclus de l'organisation) et Mtayari Shabaka Sundiata (alias de Nat Burns), de la BLA, furent interpellés: la police avait reconnu un de leurs véhicules, enregistré sur le fichier du National Crime Information Center (en) (NCIC). Sundiata fut tué par la police en résistant à son arrestation,.
Tous furent soumis à des traitements brutaux par la police, les militants noirs (Brown et Odinga) étant torturés : Odinga fut brûlé avec des cigarettes, eut ses ongles arrachés, dut subir une ablation du pancréas après les coups portés et fut alimenté par intraveineuse pendant trois mois.
Des douzaines d'autres militants furent arrêtés, certains dans une ferme du Mississippi liée à la Republic of New Afrika, dont Kuwasi Balagoon, ex-Black Panther, Bashir Hameed (membre supposé de la BLA, mort en prison en 2008) et Abdul Majid (membre supposé de la BLA) ainsi que certains militants n'étant pas impliqués dans le braquage. Innocentés dans cette affaire , Hameed et Majid furent cependant condamnés à perpétuité pour le meurtre d'un policier en avril 1981.
Deux ex-Weathermen, non impliqués dans le braquage (Jeff Jones et Eleanor Stein (en)), furent également arrêtés le 23 octobre 1981 par une équipe du SWAT alors qu'ils regardaient un match chez eux, dans le Bronx ,. Eve Rosahn fut également arrêtée dans le Bronx à la même époque, et inculpée pour violences lors d'une manifestation de protestation contre l'apartheid à l'occasion de la venue des Springboks, l'équipe de rugby d'Afrique du Sud .
Enfin, des douzaines de personnes furent appelées à comparaître en tant que témoins devant des grands jurys , dont Bernardine Dohrn, ex-dirigeante en cavale du Weather Underground qui s'était rendue à la police en décembre 1981 : bien que le refus soit passible de prison, plusieurs d'entre eux préférèrent refuser de parler par solidarité, ce qui leur valut de 7 à 18 mois de prison . Condamnée à 7 mois de prison, Dorhn témoigna par la suite: « Je n'avais certes aucune information à leur fournir (...) mais je savais au fond de moi qu'il fallait que je résiste . » Avec son compagnon Bill Ayers, elle prit en charge le bébé de David Gilbert et Kathy Boudin, Chesa Boudin (en).
Enfin, est décédée (le 30 janvier 2019) à La Havane Nehanda Abiodun, une nationaliste noire radicale accusée de complicité dans l'affaire de la Brink en 1981, fugitive à Cuba pendant des décennies. Elle avait 68 ans. ( Source New York Times du 8 février 2019 )

## Le procès Balagoon-Clark-Gilbert et Boudin-Brown
Kuwasi Balagoon, Judy Clark et David Gilbert furent jugés sous haute sécurité par un tribunal d'État, tandis que Kathy Boudin et Sam Brown passèrent individuellement en procès en 1983. Des militants de la May 19th Communist Organization et de la Republik of New Afrika formèrent la Coalition to Defend the October 20 Freedom Fighters.
Défendus par l'avocat Michael Tarif Warren, les trois premiers se présentèrent comme des « prisonniers politiques », le braquage poursuivant à leurs yeux une finalité politique (puisqu'il visait à alimenter les caisses de la BLA afin de financer des actions révolutionnaires).
Arrêté le 20 janvier 1982, Balagoon se dit même « prisonnier de guerre », soutenant que la BLA était un mouvement de libération nationale luttant pour l'autodétermination de la Black colony (« colonie noire ») aux États-Unis . Sa déclaration finale, qui réfute avoir ouvert de sang-froid et immédiatement le feu sur les agents de la Brink's, et invoque la nature « révolutionnaire » et le caractère politique de l'« expropriation », souligne que la Black Liberation Army revendiquait à chaque fois les assassinats de policier qu'elle avait commise, au nom de représailles contre des violences policières, mais qu'elle n'avait jamais planifiée ni prévue à l'avance de tuer des personnes au hasard lors d'un braquage .
En mars 1983, le New York Times révéla que deux membres de la BLA, Kamau Bayete et Tyrone Rison, consommaient de la cocaïne, et que l'un des membres de la BLA dirigeait un réseau de prostitution . Ces nouvelles provoquèrent une crise au sein de la BLA, celle-ci s'opposant fermement aux drogues, à la fois pour des raisons de fond (elles étaient considérées comme dirigées contre la communauté noire) et de sécurité (pour ne pas laisser place à des chantages), ainsi qu'à la prostitution, considérée comme forme d'exploitation ; Assata Shakur, en particulier, fut particulièrement attristée . Bayete, toxicomane de son aveu, travaillait à la BAAANA (Black Acupuncture Advisory Association of North America), dirigée par Dr. Shakur et utilisant l'acupuncture pour soigner les toxicomanes.
Les deux, Bayete et Rison, furent des témoins à charge lors des procès, bien que le témoignage de Bayete fut considéré comme peu crédible par les autorités . Rison, qui témoigna sur plusieurs braquages, permettant à la police de faire le lien, fut condamné pour trafic à 10 ans de prison, recevant l'une des peines les plus légères, bien qu'il ait par ailleurs assumé la responsabilité du meurtre d'un gardien lors d'un braquage en juin 1981 ,.
En septembre 1983, Balagoon, Clark et Gilbert furent condamnés à une peine de 75 ans de prison incompressible et minimum (from 75 years to life), jugés coupables de trois homicides. Ceci bien que Gilbert n'ait pas participé activement au braquage, n'étant que complice, et n'ayant pas été trouvé en possession d'armes à feu. Aucun des 81 témoins ne put identifier l'un de ces hommes comme ceux ayant tué les trois victimes du braquage.
Balagoon est mort du sida en prison en 1986, Clark et Gilbert étant toujours incarcéré. Boudin et Brown adoptèrent une défense plus traditionnelle, Boudin prenant, contrairement à Balagoon et Gilbert, des avocats, William Kunstler  et Leonard Weinglass (en). Elle fut condamnée en 1984 à 20 ans de prison après avoir plaidé coupable pour braquage et homicide, et obtint sa libération conditionnelle en 2003, après 19 ans de prison; Brown, seul Afro-Américain capturé sur les lieux du crime, fut condamné à 75 ans, également en 1984, malgré sa collaboration avec le système judiciaire.

## Procès de Sekou Odinga et Silvia Baraldini

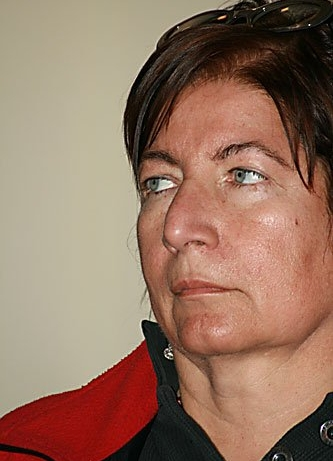
, condamnée à 40 ans de prison pour association de malfaiteurs. Après avoir été incarcéré dans la de Lexington, elle fut transférée en Italie puis amnistiée en 2006.

Sekou Odinga, arrêté le 23 octobre 1981, fut jugé dans un procès ultérieur avec cinq autres militants, entre autres pour le braquage de la Brinks, et soumis au régime de la loi RICO (Racketeer Influenced and Corrupted Organization Act) promulguée pour lutter contre la mafia. Comme Balagoon puis, plus tard, Mutulu Shakur, cofondateur de la Republik of New Afrika (et beau-père du rappeur Tupac Shakur), il nia la légitimité du tribunal, se présentant comme « prisonnier de guerre » devant être jugé devant un tribunal international .
Avec Silvia Baraldini (en), ex-militante de la Students for a Democratic Society et de la May 19th arrêtée le 9 novembre 1982, ils furent condamnés à 40 ans de prison pour association de malfaiteurs - leur participation au braquage n'ayant pu être prouvée. Deux autres militants furent condamnés à 12 ans et demi pour complicité avec les braqueurs, et deux autres acquittés.
Baraldini fut incarcérée à la Lexington High Security Unit (en), un nouveau quartier disciplinaire où les détenus souffraient notamment d'isolation sensorielle . Critiqué par les associations de défense des droits de l'homme (ACLU, Amnesty International, etc.), l'unité de haute sécurité, ouverte en 1986, fut fermée deux ans plus tard. Transférée en Italie en 1999, Baraldini fut libérée en 2006 après le vote par le Parlement italien d'une loi d'amnistie. Sekou Odinga a été libéré le 27 novembre 2014 après 33 ans de prison.

## Procès de Mutulu Shakur et Marilyn Buck
Mutulu Shakur et Marilyn Buck, présentée comme « seule membre blanche de la BLA », en cavale, ne furent arrêtés respectivement qu'en 1985 et 1986. Poursuivis au titre de la loi RICO, Shakur se présenta lui aussi comme « prisonnier de guerre ». Shakur fut condamné à 60 ans de prison et Buck à 50 (ainsi que 30 autres années de prison pour d'autres affaires).

## Vision rétrospective
En 2004, David Gilbert (en), toujours incarcéré, reconnu des erreurs et fautes politiques alors commises, dans une déclaration écrite, qui réitérait des excuses faites antérieurement : « Les actes que j'ai commis le 20 octobre 1981 ont été une erreur, et je m'excuse de tout mon cœur pour le rôle que j'ai joué dans ces pertes tragiques . » Au niveau politique, il critiqua la position de la May 19th Communist Organization qui avait accepté de suivre les directives de la Black Liberation Army sans participer à leur élaboration .
Certains historiens de gauche, comme Dan Berger, soulignent non seulement les irrégularités des détentions préventives et le manque de preuves lors des procès, mais aussi la sévérité des peines encourues par les militants alors condamnés, en comparant celles-ci avec celles purgées par des membres de l'extrême droite américaine. Berger cite ainsi trois cas, bien que cela concerne des attentats qui n'avaient fait aucune victime :
- Michael Donald Bray (militant anti-IVG qui purgea une peine de 46 mois de prison pour avoir posé des bombes dans dix cliniques alors que celles-ci étaient occupées)
- Dennis Malvesi (militant anti-IVG condamné à 7 ans de prison après que la police a découvert 40 kilos d'explosif dans son appartement)
- Don Black (ex-membre du Ku Klux Klan condamné à dix ans de prison après avoir tenté un coup d'État en Dominique et arrêté sur un bateau rempli d'explosifs et d'armes illégales).